# Reprezentacja Francji na Mistrzostwach Świata w Narciarstwie Klasycznym 2011
Reprezentacja Francji na Mistrzostwach Świata w Narciarstwie Klasycznym 2011 liczyła 23 sportowców.

## Medale

### Złote medale
Kombinacja norweska, konkurs indywidualny HS 134/10 km: Jason Lamy Chappuis

### Srebrne medale
Brak

### Brązowe medale
Skoki narciarskie kobiet, skocznia normalna: Coline Mattel

## Wyniki

### Biegi narciarskie mężczyzn
Sprint
- Alexis Bœuf - odpadł w kwalifikacjach
- Cyril Miranda - odpadł w kwalifikacjach

Bieg łączony na 30 km
- Maurice Manificat - 22. miejsce
- Jean Marc Gaillard - 23. miejsce
- Christophe Perrillat - 32. miejsce
- Vincent Vittoz - 34. miejsce

Bieg na 15 km
- Maurice Manificat - 6. miejsce
- Christophe Perrillat - 32. miejsce
- Benoit Gilles Dufourd - 49. miejsce

Sprint drużynowy
- Jean Marc Gaillard, Cyril Miranda - 8. miejsce

Sztafeta 4x10 km
- Maurice Manificat, Jean Marc Gaillard, Vincent Vittoz, Robin Duvillard - 11. miejsce

Bieg na 50 km
- Vincent Vittoz - 22. miejsce
- Robin Duvillard - 33. miejsce
- Maurice Manificat - 45. miejsce
- Jean Marc Gaillard - nie ukończył

### Biegi narciarskie kobiet
Sprint
- Laure Barthélémy - 7. miejsce
- Aurore Jean - odpadła w kwalifikacjach
- Émilie Vina - odpadła w kwalifikacjach

Bieg łączony na 15 km
- Laure Barthélémy - 38. miejsce
- Aurore Jean - 39. miejsce
- Celia Bourgeois - 48. miejsce

Bieg na 10 km
- Laure Barthélémy - 23. miejsce

Sztafeta 4x5 km
- Laure Barthélémy, Aurore Jean, Émilie Vina, Celia Bourgeois - 13. miejsce

Bieg na 30 km
- Laure Barthélémy - 35. miejsce
- Émilie Vina - 45. miejsce
- Celia Bourgeois - 48. miejsce
- Aurore Jean - nie ukończyła

### Kombinacja norweska
Konkurs indywidualny HS 106/10 km
- Jason Lamy Chappuis - 15. miejsce
- Maxime Laheurte - 16. miejsce
- François Braud - 20. miejsce
- Sébastien Lacroix - 30. miejsce

Konkurs drużynowy HS 106/4x5 km
- Jason Lamy Chappuis, Maxime Laheurte, François Braud, Sébastien Lacroix - 5. miejsce

Konkurs indywidualny HS 134/10 km
- Jason Lamy Chappuis - 1. miejsce
- François Braud - 9. miejsce
- Maxime Laheurte - 21. miejsce
- Sébastien Lacroix - 23. miejsce

Konkurs drużynowy HS 134/4x5 km
- Jason Lamy Chappuis, Maxime Laheurte, François Braud, Sébastien Lacroix - 4. miejsce

### Skoki narciarskie mężczyzn
Konkurs indywidualny na skoczni normalnej
- Emmanuel Chedal - 28. miejsce
- Vincent Descombes Sevoie - 36. miejsce
- Nicolas Mayer - 46. miejsce

Konkurs indywidualny na skoczni dużej
- Emmanuel Chedal - 42. miejsce
- Nicolas Mayer - 48. miejsce
- Vincent Descombes Sevoie - 49. miejsce

### Skoki narciarskie kobiet
Konkurs indywidualny na skoczni normalnej
- Coline Mattel - 3. miejsce
- Lea Lemare - 33. miejsce